# Чад Гейбъл
Чарлс „Час“ Бетс (роден на 8 март 1986) е американски професионален кечист и аматьорски борец. Работи за WWE в шоуто Първична сила под сценичните имена Чад Гейбъл и Ел Гранде Американо. Той е част от отбора American Made.

## Аматьорска кариера по борба
Бетс е гимназиален щатски шампион на Минесота и е завършил Университета в Северен Мичиган.
Бетс побеждава Джордан Холм с 2 – 0 във финала на Щатските олимпийски игри за 2012 в категорията от 84 kg. Той прогресира до Летните олимпиади за 2012, където побеждава Кейтани Геъм от Федерационните Щати на Минесота в квалификационния кръг. Той е елиминиран от участие в следващия кръг от Пабло Шори от Куба, с 3 – 0.

## Професионална кеч кариера

### WWE

#### NXT (2013 – 2016)
През ноември 2013 Бетс обявява, че е подписал договор с кеч компанията WWE. Той е пратен в Представителния център на WWE в Орландо и получава името Чад Гейбъл. Прави своя дебют на ринга на хаус шоу на WWE NXT в Коко Бийч, Флорида на 5 септември 2014, където побеждава Трой Маклейн. Телевизионният му дебют е на 8 януари 2015 в епизод на NXT, където губи от Тайлър Брийз.
През май Гейбъл започва сюжет с Джейсън Джордан, в който той опитва да обеди Джордан в сформиране на ново сдружение, след разделянето на отбора на Джордан и Тай Дилинджър. След близо два месеца колебания, Джордан най-накрая се съгласява на отборен мач с Гейбъл като негов партньор. На 15 юли в епизод на NXT Джордан и Гейбъл са успешни в техния официален дебют заедно срещу отбора на Илайъс Самсън и Стив Кътлър. На 2 септември Гейбъл и Джордан участват в първия кръг на турнира Дъсти Роудс Отборна класика, побеждавайки отбора на Невил и Соломон Кроу. След като побеждават Хайп Броус, отборът е елиминиран от турнира след загуба от Барън Корбин и Райно. На 18 ноември Джейсън и Гейбъл предизвикат отбор от главния състав Възкачване и ги побеждават. На 2 декември на NXT Джордан и Гейбъл срещат бившите Отборни шампиони на NXT Водевиланс и също ги побеждават. На 27 декември в епизод на NXT отборът на Джордан и Гейбъл започва да използва името Американ Алфа като побеждава Блейк и Мърфи. На Завземане: Далас Американ Алфа побеждава Възраждането и спечелват Отборните титли на NXT за пръв път.

## В кеча
- Ключови ходове
  - Bow and Arrow Hold
  - Cross armbreaker докато се държи на въжетата
  - Падащ лист
  - Judo Throw
  - Overhead belly-to-belly suplex
  - Waist-lock backward roll пренесен в Германски суплекс с мост
- С Джейсън Джордан
  - Отборни финални ходове
    - Grand Amplitude (Belly-to-back pop-up (Джордан) в bridging high-angle belly-to-back suplex (Гейбъл) комбинация)[11][12]
- Входни песни
  - „Elite“ на CFO$[13] (от 29 юли 2015 г.; използвана, докато е в отбор с Джейсън Джордан)

## Шампионски титли и отличия

### Аматьорска борба
- Гимназия
  - Гимназиален щатски шампион на Минесота (2004)
- Международни Медали
  - Сребърен медал по Световните гимназиални игри (2006)
  - Златен медал по Панамериканският шампионат (2012)
  - Международен сребърен медал по Гедза (2012)
  - Сребърен медал по Панамериканското олимпийско квалифициране (2012)
  - Бронзов медал на купа Гранма (2012)
  - Интернационален Златен медал в памет на Дейв Шулц (2012)
- Олимпийски игри
  - Шампион на Щатските олимпийски игри (2012)

### Професионален кеч
- Wrestling Observer Newsletter
  - Новобранец на годината (2015)[14]
- WWE NXT
  - Отборен шампион на NXT (1 път) – с Джейсън Джордан
- WWE
  - Отборен шампион на Разбиване (1 път) – с Джейсън Джордан
  - Отборен шампион на Първична сила (2 пъти) – с Робърт Рууд (1 път), и Отис (1 път)
  - WWE Speed шампион (1 път)